# TG4
TG4 (en irlandais : Teilifís Gaeilge Ceathair) est une chaîne de télévision publique irlandaise, qui diffuse ses programmes en langues irlandaise et anglaise. Presque 650 000 téléspectateurs regardent la chaîne par jour dans la république d'irlande et en Irlande du Nord, soit 2 % du marché irlandais et 3 % en Irlande du Nord. Elle propose sept heures de programmes en irlandais, appuyées par un large éventail de programmes en anglais.

## Organisation

### Dirigeants
Siún Ní Raghallaigh est présidente et Alan Esslemont directeur général.

### Capital
Dépendante de la RTÉ depuis sa création, TG4 est détenue depuis le 1er avril 2007 à 100 % par Telifis na Gaeilge, société publique indépendante. Ses revenus proviennent du budget alloué par le gouvernement (37 millions d'euros en 2007[réf. nécessaire]), de la publicité et des sponsors.

## Programmes
Depuis son indépendance vis-à-vis de RTÉ, TG4 continue à recevoir gratuitement un complément de programme de cette dernière de 365 heures par an, tel que spécifié dans le Broadcasting Act de 2001.
TG4 a l'exclusivité des directs pour un grand nombre de GAA competitions, pour quelques matchs de football de la League of Ireland, pour le Tournoi de Wimbledon et pour le Tour de France.
Quelques émissions importantes :
- Ros na Rún – feuilleton sentimental
- Aifric – drame pour les enfants
- Amú Amigos – émission de voyage
- Seacht (drama) – drame pour les jeunes
- Paisean Faisean – émission de speed-dating
- South Park en irlandais
- Harry Potter en irlandais
- Les Simpson en irlandais
- Ardán – émission-débat
- Pop 4 – émission de musique
- Nollaig No. 1 – télé-crochet
- Cúla 4 – des émissions pour les enfants
- Síle – des émissions pour les jeunes
- Nuacht TG4 – info

## Diffusion
TG4 est diffusée en Irlande par voie hertzienne, satellitaire et par câble, mais également en Irlande du Nord.
À l'origine, TnaG ne pouvait être captée en Irlande du Nord que par les frontaliers. L'accord de Belfast signé en 1998, prévoyait de rendre TnaG disponible en Irlande du Nord, grâce à la plus grande reconnaissance accordée à la langue irlandaise. En mars 2005, TG4 a commencé à émettre depuis l'émetteur de Divis près de Belfast, à la suite d'un accord entre le ministère des Affaires étrangères irlandais et le ministère de l'Irlande du Nord. Cependant, en raison du surchargement sur les bandes de fréquence, seul un signal de basse puissance peut être transmis et la réception est encore indisponible dans beaucoup de secteurs, même dans certains quartiers de Belfast. La chaîne est également disponible aux abonnés de Sky Digital depuis le 18 avril 2005, et sur le câble depuis février 2007.